# 목포고등학교
목포고등학교(木浦高等學校)는 대한민국 전라남도 목포시 용당동에 있는 공립 고등학교이다.

## 학교 연혁
- 1942년 4월 20일 : 목포중학교 개교
- 1950년 6월 22일 : 목포고등학교 개교
- 1963년 9월 14일 : 대성동 교사에서 현교사로 이전
- 1973년 1월 17일 : 목포중학교 폐교
- 1980년 3월 1일 : 고교 평준화 실시
- 1990년 3월 1일 : 고교 평준화 해제
- 2005년 3월 1일 : 고교 평준화 실시
- 2015년 3월 1일 : 고교평준화 배정 방법 변경(등급별 희망 배정)
- 2015년 4월 23일 : 역사문화관 개관
- 2021년 3월 1일 : 자율형 공립고 3차 지정
- 2023년 9월 1일 : 제29대 오관익 교장 취임
- 2025년 2월 6일 : 제74회 158명 졸업(졸업생 총수 29,719명)
- 2025년 3월 4일 : 신입생 162명 입학

## 참고 자료
- 목포고등학교 - 한국교육학술정보원 학교알리미